# Агнес Бургундська
Агнеса Бургундська (фр. Agnès de Bourgogne; 1407 — 1 грудня 1476) — дочка герцога Бургундського Іоанна Безстрашного, представниця бургундської гілки дому Валуа, дружина Карла I Бурбонського від 1425 року.

## Походження
Агнеса Бургундська народилася 1407 року в сім'ї герцога Бургундського Іоанна Безстрашного та його дружини Маргарити Баварської. Мала шість сестер і брата (майбутній герцог Бургундії Філіпп III Добрий).
17 вересня 1425 року в Отені повінчалася з Карлом де Бурбоном, графом де Клермон-ан-Бовезі. У шлюбі народилося одинадцять дітей.

## Родина
Чоловік — Карл I Бурбонський
Діти:
- Жан (1426—1488) — 6-й герцог де Бурбон[ru] від 1456 року; був тричі одруженим, мав двох синів.
- Марія (1428—1448) — одружена з Жаном II Лотаринзьким, народила четверо дітей, з яких вижив один син — Ніколя, майбутній герцог Лотарингії .
- Філіпп (1430—1440) — сеньйор де Боже, помер молодим.
- Карл (1434—1488) — архієпископ Ліонський, кардинал від 1476 року, як духовна особа не мав права одружуватися, мав незаконнонароджену дочку Ізабеллу.
- Ізабелла (1436—1465) — одружена з герцогом Бургундським Карлом Сміливим, мати Марії Бургундської.
- Луї (1438—1482) — князь-єпископ Льєжа[ru] від 1456 року, таємно одружений з Катаріною де Гельдерланд, засновник лінії Бурбон-Бюссе.
- Маргарита (1438—1483) — одружена з Філіппом II Савойським, мати Луїзи Савойської та Філіберта II Савойського.
- П'єр (1438—1503) — сеньйор де Боже, 8-й герцог де Бурбон від 1488 року, одружений із Анною Французькою, мав двох дітей.
- Катерина (бл. 1440—1469) — одружена з Адольфом Егмонтом[ru], мала двох дітей.
- Жанна (1442—1493) — одружена з Жаном IV Оранським[ru], дітей не мала.
- Жак[ru] (1445—1468).